# Ідяшбаш
Ідяшба́ш (рос. Идяшбаш, башк. Иҙәшбаш) — присілок у складі Буздяцького району Башкортостану, Росія. Входить до складу Сабаєвської сільської ради.
Населення — 154 особи (2010; 192 у 2002).
Національний склад:
- татари — 65 %
- башкири — 35 %